# Päin seinää
Pour plus de détails, voir Fiche technique et Distribution.
Päin seinää (littéralement « face au mur ») est un film finlandais réalisé par Antti Heikki Pesonen, sorti en 2014.

## Synopsis
Une mère célibataire essaie de récupérer la garde de sa fille, placée dans l'assistance publique.

## Fiche technique
- Titre : Päin seinää
- Réalisation : Antti Heikki Pesonen
- Scénario : Antti Heikki Pesonen
- Musique : Antti Pouta
- Photographie : Aarne Tapola
- Montage : Hanna Kuirinlahti
- Production : Miia Haavisto
- Société de production : Helsinki-Filmi
- Pays :  Finlande
- Genre : Comédie dramatique
- Durée : 93 minutes
- Dates de sortie : 
  -  Finlande : 26 décembre 2014

## Distribution
- Armi Toivanen : Essi Kurhinen
- Eero Ritala : Lasse
- Kai Lehtinen : Sakke
- Mimosa Willamo : Tiina « Takku » Kurhinen
- Konsta Väliheikki : Astma-Mika
- Samir Homan : Hiljainen-Timo
- Niina Koponen : Sara
- Max Ovaska : Andrei
- Joonas Saartamo : le fils de Sakke
- Jari Virman : Tuunaaja
- Toni Harjajärvi : le frère d'Essi

## Distinctions
Le film a été nommé pour cinq Jussis et remporté celui du meilleur scénario et celui du meilleur second rôle féminin pour Mimosa Willamo.